# Grunnholmen
Grunnholmen, est une île dans le landskap Sunnhordland du comté de Vestland. Elle appartient administrativement à Masfjorden.

## Géographie
Rocheuse et couverte d'arbres, à fleur d'eau, elle s'étend sur environ 166 m de longueur pour une largeur approximative maximale de 111 m. 